# Râul Arinișul Mare
Râul Arinișul Mare este un afluent al râului Hurdugașu Mare.  

## Hărți
- Harta județului Harghita
- Harta Munților Călimani  Arhivat în 11 octombrie 2008, la Wayback Machine.